# 古今亭志ん好 (4代目)
四代目 古今亭 志ん好（ここんてい しんこう、1901年8月1日 - 1994年7月30日）は落語家・音曲師。本名∶川島 信雄。出囃子は『おいとこ』。

## 経歴
- 東京府東京市浅草区出身。東京金竜小学校卒業[1]。
- 1920年頃 - 二代目三遊亭金馬に入門。三遊亭金魚となる。
- 1926年 - 師匠没後、初代柳家三語楼門下で柳家金語。
- 1931年3月 - 柳家三寿と改名。
- 1935年4月 - 真打昇進。
- 太平洋戦争の悪化で千葉に疎開、実質的に引退となる。
- 1952年8月 - 五代目古今亭志ん生の勧めで内輪になり復帰、四代目古今亭志ん好を襲名。寄席よりも座敷や小規模の落語会などへの出演がメインとなった。

## 人物
八代目雷門助六の没後は落語界最長老となった。明治に生まれ育った最後の噺家である。
芸は音曲から艶笑噺、漫談、珍芸のタコの茹で上がりなど多かった。録音も多数残している。
前述の通り、寄席での活動は少なく、志ん生門下という事で落語協会に籍は置いていたが、香盤上は三升家勝太郎とともに別枠扱いとなっていた。